# Alexander Wendt (Journalist)
Alexander Wendt (geboren 1966 in Leipzig) ist ein deutscher Journalist und Buchautor.

## Leben
Wendt arbeitete von 1989 bis 1991 zunächst als Redakteur beim Sächsischen Tageblatt in Leipzig und nach dessen Einstellung dann bis 1995 als Redakteur und freier Journalist für die Wirtschaftswoche, den Stern, den Tagesspiegel und andere Medien. Von 1995 bis 2019 war er Redakteur für Politik-, Wirtschafts- und Wissenschaftsthemen beim Focus. Seine Themen waren dort unter anderem Energiewirtschaft und Strommarkt. 2012 schrieb er die Titelgeschichte „Die große Illusion“ über Fehler und Paradoxien der Energiewende aus seiner Sicht. Wendt veröffentlichte von 2012 bis 2019 Beiträge beim Blog Achse des Guten. 2013 verfasste er zusammen mit Gideon Böss und Silvia Meixner das parodistisch gemeinte Buch Auf ein Gläschen mit Helmut Schmidt mit dem Anspruch, die „dunklen Seiten“ des deutschen Altkanzlers zu beleuchten. In seinem Buch Du Miststück – Meine Depression und ich von 2016 beschrieb er seine Erfahrungen mit einer depressiven Störung, an der er seit 1999 leidet, und seinen Klinikaufenthalt 2014. Daneben schrieb er über Ursachen der Krankheit, ihre Geschichte und therapeutische Ansätze. Alexander Grau lobte in der FAZ den „lakonischen, mal ironischen, mal witzigen Ton“ des Buchs.
Wendt betreibt seit 2017 die Webseite Publico. Er unterzeichnete die Charta 2017 und die Erklärung 2018. 2020 war er einer der Erstunterzeichner des Appells für freie Debattenräume. 2019 erhielt er den von der Jungen Freiheit mitverliehenen Gerhard-Löwenthal-Preis. Seit Juni 2020 ist er Redakteur bei Tichys Einblick. Er verantwortet dort Titel und Politikstrecke der Printausgabe.
Wendt lebt und arbeitet in München.

## Bücher
- Kurt Biedenkopf. Ein politisches Porträt. Schwarzkopf bei Edition Monade, Berlin 1994, ISBN 978-3-929139-50-1.
- mit Gideon Böss & Silke Meixner (als Lorenzo di Arrabiata): Auf ein Gläschen mit Helmut Schmidt. Knaus, München 2013, ISBN 978-3-8135-0590-0.
- Der Grüne Blackout. Warum die Energiewende nicht funktionieren kann. Edition Blueprint, 2014, ISBN 978-1500603472; als Hörbuch: John Verlag, Schwaig 2017, ISBN 978-3942057899.
- Plantagen des Blöden. Kleines Wörterbuch der Definitionen und Phrasen. Edition Blueprint, 2016.
- Du Miststück. Meine Depression und ich. Fischer, Frankfurt 2016, ISBN 978-3-5960-3539-7.
- Kristall. Eine Reise in die Drogenwelt des 21. Jahrhunderts. Klett-Cotta, 2018, ISBN 978-3-608-50353-1.
- Verachtung nach unten. Wie eine Moralelite die Bürgergesellschaft bedroht – und wie wir sie verteidigen können. Lau-Verlag, Reinbek 2024, ISBN 978-3-95768-259-8